# Érize-Saint-Dizier
Érize-Saint-Dizier je francouzská obec v departementu Meuse v regionu Grand Est. Žije zde 193 obyvatel.

## Geografie

### Sousední obce
| Růžice kompasu |                 | Rumont             | Levoncourt | Růžice kompasu |
| Růžice kompasu | Naives-Rosières | Sever              | Lavallée   | Růžice kompasu |
| Růžice kompasu | Naives-Rosières | Érize-Saint-Dizier | Lavallée   | Růžice kompasu |
| Růžice kompasu | Naives-Rosières | Jih                | Lavallée   | Růžice kompasu |
| Růžice kompasu | Culey           | Loisey             | Géry       | Růžice kompasu |